# تشارلي كينغ (مغن مؤلف)
تشارلي كينغ (بالإنجليزية: Charlie King)‏ هو مغن مؤلف أمريكي، ولد في 1947 في بروكتون في الولايات المتحدة.

## وصلات خارجية
- الموقع الرسمي
- تشارلي كينغ على موقع ميوزك برينز (الإنجليزية)
- تشارلي كينغ على موقع ديسكوغز (الإنجليزية)